# Сеад Салаховић
Сеад Салаховић (Призрен, 24. октобар 1977) бивши је српски фудбалер. Током каријере је играо на позицији нападача.